# Aulacus longiventris
Aulacus longiventris är en stekelart som först beskrevs av Jean-Jacques Kieffer 1911.  Aulacus longiventris ingår i släktet Aulacus och familjen vedlarvsteklar. Inga underarter finns listade.